# Benedikta Zelić Bućan
Benedikta Zelić Bućan ↓1 (Mravince, 21. ožujka 1918. – Split, 10. listopada 2013.), bila je hrvatska povjesničarka i arheologinja.

## Životopis
Benedikta Zelić Bućan rodila se u Mravincima 1918. godine. Nakon završene osnovne škole u rodnom mjestu otišla je, kao prvo žensko dijete iz njezina sela, na daljnje školovanje u Split. Godine 1937. maturirala je na Ženskoj realnoj gimnaziji. U Zagrebu je upisala hrvatsku povijest s klasičnom arheologijom i diplomirala je u srpnju 1941. godine. Tijekom rata, za vrijeme Nezavisne Države Hrvatske, radila je kao profesorica suplentica u gimnazijama u Glini, Sisku i Zagrebu. Nakon rata i Križnog puta (od Dravograda do Osijeka) i dvogodišnje stanke zbog nepriznavanja valjanosti sveučilišne diplome stečene u NDH, radila je kao profesorica u Gimnaziji u Sinju i Ekonomskom tehnikumu u Splitu (1947. – 1952.). S obiju tih škola bila je otpuštena jer njezin rad „ne odgovara idejnim i odgojnim ciljevima škole“. Nakon drugog izgona iz škole, 1952. godine, zaposlila se kao arhivistica u netom otvorenom Državnom arhivu u Splitu, gdje je radila do mirovine, 1965. godine. U svome znanstvenom radu imala je poteškoća nakon Hrvatskoga proljeća te je bila posve zapostavljena od znanstvenih ustanova i njihovih znanstveno-istraživačkih tijekova a nakon osamostaljenja objavila je izabrane članke i rasprave u trima zasebnim knjigama a poslije toga i nekoliko knjiga zasebnih monografija. Nakon 2000. godine morala je posve prestati znanstveno djelovati zbog ubrzanoga slabljenja vida i gotovo posvemašnje sljepoće.
Umrla je u Splitu, 10. listopada 2013. godine.

## Znanstvena djelatnost
U Državnom arhivu u Splitu bavila se znanstveno-istraživačkim radom. Njezin se znanstveni rad odvijao na dvjema razinama: na prikupljanju, uređivanju i objavljivanju izvorne arhivske građe i pisanju rasprava i članaka na trima područjima: o povijesti Dalmacije u drugoj polovini 19. stoljeća (najviše o hrvatskom narodnom preporodu), o najstarijoj hrvatskoj kulturnoj i političkoj povijesti te o pismu i spomenicima na hrvatskoj ćirilici (bosančici). Ima više od preko sto objavljenih članaka, stručnih i znanstvenih rasprava i zbirki izvora.

## Djela
- Četiri priloga, Historijski arhiv, Split, 1960., (suautori: Srećko Diana, Vladimir Rismondo, Danica Božić-Bužančić)[6]
- Bosančica u srednjoj Dalmaciji, Historijski arhiv, Split, 1961. (2. proš. izd. Bosančica ili hrvatska ćirilica u srednjoj Dalmaciji, Državni arhiv u Splitu, Split, 2000.)[7]
- Korespondencija Mihovila Pavlinovića, suurednik Ante Palavršić, Historijski arhiv, Split, 1962.
- Stotinjak pisama Mihovila Pavlinovića, Izdanje Historijskog arhiva u Splitu, sv. 7, poseban otisak, Split, 1969.
- Hrvatski narodni preporod i Mihovil Pavlinović, Matica hrvatska, Split, 1992.
- Članci i rasprave iz starije hrvatske povijesti, HKD Sv. Jeronima, Zagreb, 1994., ISBN 953-6111-06-3
- Jezik i pisma Hrvata: rasprave i članci, Matica hrvatska, Split, 1997., ISBN 953-6159-31-7
- Od Kuka do Mravinaca: predpovijest i povijest sela Mravince, Kulturno umjetničko društvo Zvonimir, Mravince, 1997.
- Nezavisna Država Hrvatska (1941. – 1945.): u mom sjećanju, Naklada Bošković, Split, 2007., ISBN 978-953-263-029-9

## Nagrade, odlikovanja i priznanja
- 1997.: Red Danice hrvatske s likom Marka Marulića za posebne zasluge u kulturi.[4]
- 1997.: Nagrada grada Splita za životno djelo.[4]